# 실감형콘텐츠
실감형 콘텐츠란 "다양한 센서를 이용해서 사람의 제스처, 모션, 음성 등 사람의 행위를 인식하고 분석하는 기술을 활용하여 가상의 디지털 콘텐츠를 실제의 물체처럼 조작할 수 있게 만든 디지털 콘텐츠"이다.
실감형 콘텐츠는 "K-ICT 표준화 전략맵에서 ‘ICT를 기반으로 인간의 감각과 인지를 유발하여 실제와 유사한 경험 및 감성을 확장하는 기술"이다.
실감형 콘텐츠는 "정보통신기술(ICT)을 기반으로 인간의 오감을 극대화하여 실제와 유사한 경험을 제공하는 차세대 콘텐츠"이다.

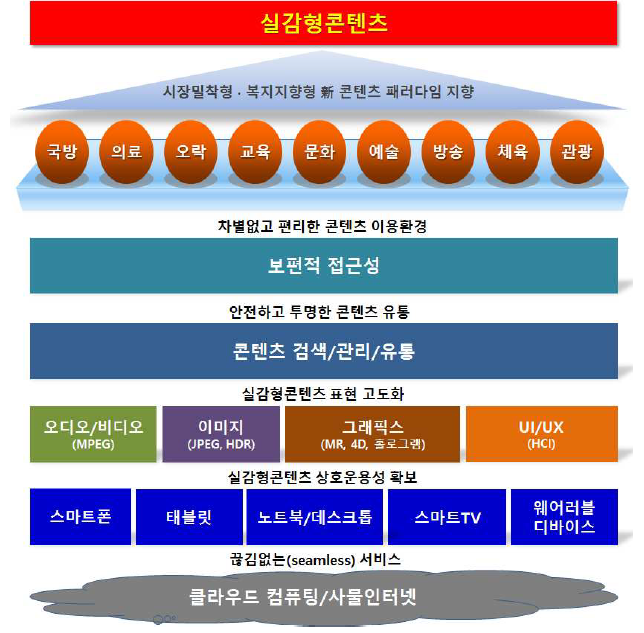
실감형콘텐츠

### 방송
- 한국직업방송 [대한민국 NCS 사용설명서 161104] '신직업이 원하는 인재' (실감형 콘텐츠)
- NnewsMarket “한국형 포켓몬GO” 정부, 실감형 콘텐츠 개발에 눈떠
- 세종사이버대학교 게임영상콘텐츠학과 "몰입,실감형 콘텐츠의 이해와 정부정책방향"

### 관련기사
- 실감형 콘텐츠 시대 열린다…5G 시대와 함께( http://m.ddaily.co.kr/m/m_article.html?no=131157 )
- 2017 경제대예측 "실감형 콘텐츠 기술 쏟아진다"( http://www.sisabiz.com/biz/article/161967%5B깨진+링크(과거+내용+찾기)%5D )
- 도전! 대한민국 미래성장동력<3> "실감형 콘텐츠" ( http://m.etnews.com/20160629000465  )